# Carole Crawford
Pour les articles homonymes, voir Crawford.
Carole Joan Crawford, née le 31 août 1943 à Kingston (Jamaïque) et morte le 18 décembre 2024,, est un mannequin jamaïcain. Le 7 novembre 1963, elle est élue Miss Monde lors de la cérémonie qui se tient au Lyceum Theatre de Londres.